# Miguel Hidalgo y Costilla, Quintana Roo
Miguel Hidalgo y Costilla är en ort i Mexiko.   Den ligger i kommunen Bacalar och delstaten Quintana Roo, i den östra delen av landet, 1 100 km öster om huvudstaden Mexico City. Miguel Hidalgo y Costilla ligger 16 meter över havet och antalet invånare är 676.
Terrängen runt Miguel Hidalgo y Costilla är mycket platt. Runt Miguel Hidalgo y Costilla är det glesbefolkat, med 16 invånare per kvadratkilometer. Närmaste större samhälle är Bacalar, 17,7 km söder om Miguel Hidalgo y Costilla. I omgivningarna runt Miguel Hidalgo y Costilla växer i huvudsak städsegrön lövskog.